# Cândido Vaccarezza
Cândido Elpídio de Souza Vaccarezza (Senhor do Bonfim, 26 de setembro de 1955) é um médico e político brasileiro, filiado ao Avante. 

## Biografia
Médico ginecologista formado pela Universidade Federal da Bahia, passou a residir em São Paulo. Foi membro do Partido dos Trabalhadores (PT) de 1981 até 2016 e concorreu ao cargo de deputado estadual do Estado de São Paulo em 1998, obtendo a suplência. 
Elegeu-se ao mesmo cargo em 2002. Em 2006 foi eleito deputado federal. Tornou-se líder do partido em fevereiro de 2009 e em janeiro de 2010 líder do governo Lula na Câmara dos Deputados. Já no Governo Dilma Rousseff permaneceu no cargo até março de 2012.
Em 2014, não conseguiu se reeleger para a Câmara e atribuiu sua derrota ao PT. Em 2016, se filiou ao PTdoB após sair do PT em agosto do mesmo ano.
Em 2017, foi preso em São Paulo, durante a 43ª e 44ª fase da Operação Lava Jato. Em agosto do mesmo ano, se afastou da presidência estadual do Avante para se dedicar a sua defesa na Lava Jato.

## Operação Lava Jato

### Indiciado pela PF
A Polícia Federal (PF) indiciou o ex-líder do PT e do governo na Câmara dos Deputados durante o governo Lula e o primeiro mandato de Dilma, Cândido Vaccarezza, e os deputados Vander Loubet (PT-MS) e Nelson Meurer (PP-PR) na Operação Lava Jato, por recebimento de propina oriunda de contratos da Petrobras.
De acordo com o documento, Vaccarezza teria recebido em seu apartamento, em São Paulo, valores do doleiro Alberto Youssef, a mando do ex-diretor de Abastecimento da Petrobras Paulo Roberto Costa, para a sua campanha à Câmara de 2010.

### Acusado por delatores
Em depoimentos o delator Nestor Cerveró disse aos investigadores da força-tarefa do Ministério Público Federal que políticos participaram, em uma reunião no ano de 2010, de um "acerto geral" para a partilha de propina na BR Distribuidora, subsidiária da Petrobras e um dos braços de distribuição de dinheiro sujo a agentes públicos e políticos. De acordo com Cerveró, entre os beneficiários do esquema, um deles seria Cândido Vaccarezza.

### Prisão
Em 18 de agosto de 2017, a Polícia Federal deflagou simultaneamente as 43ª e 44ª fases da Operação Lava Jato, respectivamente, Operação Sem Fronteiras e Operação Abate. O ex-deputado teve a ordem de prisão temporária determinada pela Operação Abate e foi conduzido para a carceragem da PF logo nas primeiras horas da manhã, encontrado em sua residência na cidade de São Paulo.